# 天料木
天料木（学名：Homalium cochinchinense），为大风子科天料木属下的一个变种。

## 扩展阅读
維基物種上的相關：天料木